# Инсулиндия
Инсулиндия или Индийски архипелаг е остаряло наименование на островите от индонезийския (без остров Нова Гвинея) и филипинския архипелаг. През първата половина на ХХ век се употребява често, за да обозначи политически или географски реалности. В енциклопедията на братя Данчови (1 том, 544 стр.) има самостоятелна статия под това име. Среща се често в научната литература, издвана по това време.
В днешно време терминът не се употребява и е заместен от съвременните такива. До голяма степен съвпада със съвременния термин Малайски архипелаг.